# Welling United FC
Welling United FC är en engelsk fotbollsklubb i Welling, grundad 1963. Hemmamatcherna spelas på Park View Road. Smeknamnen är The Wings eller The Well.

## Historia
Klubben grundades 1963 av Sydney Hobbins, före detta målvakt i Charlton Athletic, för att hans två söner Barrie och Graham skulle ha ett lag att spela i. Till en början hade man bara ungdomslag, men efter hand startades seniorlag och man gick med i London Spartan League. 1977 flyttade man till Park View Road, där Bexley United spelade innan man lade ned sin verksamhet. 1978 gick klubben med i Athenian League och fyra år senare hade man avancerat upp till Southern Football Leagues Southern Division. Klubben hamnade säsongen efter i Premier Division då ligan gjorde en omorganisation. Säsongen 1985/86 vann man Premier Division med 23 poäng och tog sin första seniortitel, man blev också uppflyttad till Football Conference.
Under fjorton säsonger i Football Conference placerade man sig bara två gånger bland de tio bästa. Under samma period lyckades man bättre i FA-cupen och lyckades kvala in till huvudturneringen sex gånger. Säsongen 1988/89 lyckades man ta sig till tredje omgången där Blackburn Rovers blev för svåra och vann med 1–0.
Säsongen 2000/01 var man tillbaka i Southern Football League och där spelade man fram till 2004 då The Football Association gjorde en omfattande omstrukturering av Englands ligasystem för fotboll och skapade två regionala ligor under Football Conference. Welling United hade hamnat tillräckligt högt upp i Southern Football Leagues Premier Division för att flyttas upp i den nystartade Conference South.
Efter nio säsonger i Conference South kunde klubben 2012/13 vinna serien och avancera upp till Football Conference. Säsongen 2015/16 slutade klubben på 24:e plats och blev nedflyttade till National League South.

## Kända spelare
- Steve Finnan
- Andy Townsend

## Meriter
- Southern Football League Premier Division: 1986